# Zizur Mayor
Zizur Mayor (spanska) eller Zizur Nagusia (baskiska), officiellt Zizur Mayor/Zizur Nagusia, är en kommun i Spanien.   Den ligger i provinsen och regionen Navarra, i den nordöstra delen av landet, 300 km nordost om huvudstaden Madrid. Antalet invånare är 14 084. Arean är 5,6 kvadratkilometer. Zizur Mayor/Zizur Nagusia gränsar till Pamplona.